# Stefano Sturaro
Stefano Sturaro, né le 9 mars 1993 à San Remo en Ligurie, est un footballeur international italien, qui évolue au poste de milieu de terrain au sein du club de Catane FC.

## Biographie

### Genoa
Né à Sanremo, Sturaro commence sa carrière dans le football avec le club de sa ville, l'Association Sportiva Dilettantistica Sanremese, avant d'être repéré par le grand club de sa région natale, le Genoa, avec qui il entre dans le centre de formation en 2008. Il y remporte la Supercoupe d'Italie Primavera en 2010.
Il est appelé pour la première fois par les génois chez les seniors lors de la saison de Serie A 2012-2013, où il est prêté le 23 juillet 2012 pour toute la saison au club de Serie B du Modena FC. Le 1er décembre, il joue son premier match professionnel, en rentrant pour la dernière demi-heure d'une victoire 1-0 à domicile sur Novare. Il retourne à la fin de la saison au Genoa avec à son compte seulement 8 apparitions durant la saison de Serie B 2012-2013 (à cause de deux graves blessures).
Le 25 août 2013, Sturaro fait ses grands débuts en Serie A, entrant à la fin du match lors d'une défaite 2-0 à l'extérieur contre l'Inter. Il termine la saison avec 16 matchs disputés (marquant même le premier but de sa carrière le 2 mars 2014 au cours d'un succès 2-0 à domicile sur Catane).

### Juventus
Le 1er juillet 2014, Sturaro signe un contrat de cinq ans avec la Juventus, pour 5,5 millions d'euros, somme payable sur trois ans. La Juventus le prête immédiatement au Genoa pour la saison 2014-2015 mais le rappelle le 2 janvier 2015. Il commence à gagner sa place sous les ordres de l'entraîneur turinois et se fait remarquer au monde entier à la suite de sa bonne prestation face au Real Madrid.
Après avoir joué seulement douze matches de Serie A avec les Bianconeri lors de la saison 2017-2018, il est prêté au Sporting Portugal pour un an le 11 août 2018.

### Carrière en sélection
Le 24 avril 2014, il est convoqué pour la première fois en équipe d'Italie espoirs par le sélectionneur Luigi Di Biagio, mais ne joue son premier match que le 4 juin à l'occasion d'un match amical remporté 4-0 à Castel di Sangro contre les espoirs du Monténégro. Le 9 septembre 2014, il inscrit le but du 3-1 lors d'une victoire 7-1 sur Chypre au cours d'une rencontre comptant pour les qualifications pour l'Euro espoirs 2015.
Le 14 novembre 2014, Sturaro est convoqué pour la première fois en équipe nationale par Antonio Conte pour un match amical se jouant le 18 novembre contre l'Albanie. Il n'entre toutefois pas en jeu.

## Statistiques
| Saison                | Club                  | Championnat           | Championnat | Championnat | Coupe(s) nationale(s) | Coupe(s) nationale(s) | Supercoupe | Supercoupe | Compétition(s) continentale(s) | Compétition(s) continentale(s) | Compétition(s) continentale(s) | Italie | Italie | Total | Total |
| Saison                | Club                  | Division              | M.          | B.          | M.                    | B.                    | M.         | B.         | Comp.                          | M.                             | B.                             | M.     | B.     | M.    | B.    |
| 2012-2013             | Modène FC (prêt)      | Serie B               | 8           | 0           | 2                     | 0                     | -          | -          | -                              | -                              | -                              | -      | -      | 10    | 0     |
| Sous-total            | Sous-total            | Sous-total            | 8           | 0           | 2                     | 0                     | -          | -          | -                              | -                              | -                              | -      | -      | 10    | 0     |
| 2013-2014             | Genoa CFC             | Serie A               | 16          | 1           | 0                     | 0                     | -          | -          | -                              | -                              | -                              | -      | -      | 16    | 1     |
| 2014-2015             | Genoa CFC (prêt)      | Serie A               | 13          | 0           | 2                     | 0                     | -          | -          | -                              | -                              | -                              | -      | -      | 15    | 0     |
| Sous-total            | Sous-total            | Sous-total            | 29          | 1           | 2                     | 0                     | -          | -          | -                              | -                              | -                              | -      | -      | 31    | 1     |
| 2014-2015             | Juventus FC           | Serie A               | 12          | 1           | 1                     | 0                     | -          | -          | C1                             | 2                              | 0                              | -      | -      | 15    | 1     |
| 2015-2016             | Juventus FC           | Serie A               | 19          | 1           | 2                     | 0                     | 1          | 0          | C1                             | 6                              | 1                              | 4      | 0      | 32    | 2     |
| 2016-2017             | Juventus FC           | Serie A               | 21          | 0           | 2                     | 0                     | 1          | 0          | C1                             | 4                              | 0                              | -      | -      | 28    | 0     |
| 2017-2018             | Juventus FC           | Serie A               | 12          | 0           | 2                     | 0                     | -          | -          | C1                             | 5                              | 0                              | -      | -      | 19    | 0     |
| Sous-total            | Sous-total            | Sous-total            | 64          | 2           | 7                     | 0                     | 2          | 0          | -                              | 17                             | 1                              | 4      | 0      | 94    | 3     |
| 2018-2019             | Sporting CP (prêt)    | Primeira Liga         | -           | -           | -                     | -                     | -          | -          | C3                             | -                              | -                              | -      | -      | 0     | 0     |
| Total sur la carrière | Total sur la carrière | Total sur la carrière | 101         | 3           | 8                     | 0                     | 1          | 0          | -                              | 17                             | 1                              | 4      | 0      | 131   | 4     |

## Palmarès
Juventus : 
- Championnat d'Italie (3)  :
  - Vainqueur : 2015, 2016, 2017
- Coupe d'Italie (1)  :
  - Vainqueur : 2015
- Supercoupe d'Italie (1) :
  - Vainqueur : 2015.
- Ligue des champions :
  - Finaliste : 2015